# Гамма Золотої Риби
γ Золотої Риби (γ Doradus, γ Dor) — третя за яскравістю зоря в сузір'ї Золотої Риби, змінна, прототип змінних типу Гамми Золотої Риби.

## Опис
Зоря має видиму зоряну величину близько 4,25m та є змінною, прототипом класу змінних зір типу γ Золотої Риби. Ці зорі, як і сама зоря, є пульсуючими змінними, які змінюють світність менше ніж на одну десяту зоряної величини з огляду на нерадіальні коливання гравітаційних хвиль/ За спостереженнями, зоряна величина самої γ Doradus має дві синусоїдальні варіації з періодами приблизно 17,6 та 18,2 години, крім того, деколи відбуваються незрозумілі, ймовірно випадкові флуктуації.